# Neil Rolnick
Neil Burton Rolnick (Dallas (Texas), 22 d'octubre, 1947) és un compositor i pedagog nord-americà que viu a la ciutat de Nova York.

## Biografia
Rolnick va estudiar literatura anglesa a la Universitat Harvard, on es va llicenciar el 1969. Després es va dedicar a la música, va estudiar composició primer al Conservatori de San Francisco el 1973–74), després amb Richard Felciano i finalment amb Andrew Imbrie i Olly Wilson a la Universitat de Califòrnia, Berkeley, on va rebre un màster el 1976 i un doctorat el 1980. Paral·lelament també va estudiar música per ordinador amb John Chowning a la Universitat Stanford i va ser investigador visitant a l'IRCAM de París des de 1977. fins al 1979 (Marshall 2001). Rolnick també va estudiar composició amb Darius Milhaud (Oteri i Rolmick 2013) i John Coolidge Adams, i música per ordinador amb James A. Moorer. Viu a la ciutat de Nova York des del 2002.

## Ensenyament
De 1981 a 2013 Rolnick va impartir classes a l'Institut Politècnic Rensselaer, on va fundar els estudis iEAR (Marshall 2001). El 1991, com a cap del Departament d'Arts de Rensselaer, va dirigir l'establiment del primer programa de MFA del país en Arts Electròniques Integrades.

## Producció musical
Les composicions de Rolnick han aparegut en 18 discos i CD, i va ser un pioner en l'ús d'ordinadors en la interpretació. Gran part de la producció musical de Rolnick implica l'ús d'ordinadors i mitjans digitals, però en general destaca per la seva accessibilitat i bon humor. La seva música s'ha caracteritzat pels crítics com a "sofisticada" (Ken Smith, Gramophone, "humilable i atractiva" (Steve Barnes, Albany (NY) Times Union i com a "bona", sentits de l'espectacle i l'humor" (Kyle Gann, The Village Voice.

## Discografia
- Lockdown Fantasies (2023) (Other Minds Records OM-1035-2)
- Orchestra Underground: Tech & Techno (inclou The iFiddle Concerto) (2014) (publicació digital de / American Composers Orchestra)
- Neil Rolnick: Gardening At Gropius House (2013) (Innova Recordings 877)
- Neil Rolnick: Extended Family (2011) (Innova Recordings 782)
- The NYFA Collection: 25 Years of New York New Music (inclou The Gathering from Extended Family) (2010) (Innova Recordings 233)
- Neil Rolnick: The Economic Engine (2009) (Innova Recordings 724)
- Neil Rolnick: Digits (2006) (Innova Recordings 656)
- Neil Rolnick: Shadow Quartet (2005) (Innova Recordings 631)
- Neil B. Rolnick's Fish Love That (2002) (Registres d'escolta profunda DL 18-2002CD)
- Neil B. Rolnick: Requiem Songs: For the Victims of Nationalism (1996) (Albany Records Troy188)
- Transforms: The Nerve Event Project (inclou NerveUs) (1993) (Cuneiform Records 55011)
- Neil B. Rolnick: Macedonian Air Drumming (1992) (Bridge Records BCD9030)
- Neil B. Rolnick: ElectriCity (1992) (OO Discs #8)
- CDCM Computer Music Series Vol. 11 (inclou The Persistence of the Clave) (1992) (Centaur Records CDC2133)
- CDCM Computer Music Series Vol. 7 (inclou Vocal Chords i A Robert Johnson Sampler) (1990) (Centaur Records CRC2047)
- Imaginary Landscapes (inclou Balkanization) (1989) (Nonesuch Records 9 79235-2)
- CDCM Computer Music Series Vol. 2 (inclou What Is the Use?) (1988) Centaur Records CRC2039)
- Neil B. Rolnick: Real Time/A La Mode (1987) (Composers Recordings, Inc. CRI SD 540)
- Neil B. Rolnick: Solos (1984) (1750 Arch Records S-1793)